# Мустафаєв Мустафа Гасан-огли
Мустафа́ Гаса́н огли́ Мустафа́єв (азерб. Mustafa Həsən oğlu Mustafayev; 1895, Ілісу, Нухинський повіт — 2 грудня 1963, там же) — радянський азербайджанський тваринник, Герой Соціалістичної Праці (1958).

## Біографія
Народився 1895 року в селі Ілісу Нухинського повіту Єлизаветпольської губернії (нині село в Ґахському районі Азербайджану).
З 1930 року — чабан, старший чабан колгоспу імені Кірова Ґахського району. Досяг високих результатів у вівчарстві.
Указ Президії Верховної Ради СРСР від 21 листопада 1958 року за видатні успіхи, досягнуті в справі розвитку вівчарства і збільшення виробництва вовни, Мустафаєву Мустафі Гасан огли присвоєно звання Героя Соціалістичної Праці з врученням ордена Леніна і золотої медалі «Серп і Молот».
Помер 2 грудня 1963 року в рідному селі.